# Bingawan
Bingawan (en hiligaïnon : Banwa sang Bingawan, en tagalog : Bayan ng Bingawan) est une municipalité de la province d'Iloílo, aux Philippines. Selon le recensement de 2020, sa population est de 16 164 habitants.
Bingawan est située à 73 kilomètres de la ville d'Iloílo, et la municipalité la moins peuplée de la province.

## Géographie
Bingawan est politiquement subdivisé en 14 barangays. Chaque barangay se compose de puroks et certains de sitios.
- Agba-o
- Alabidhan
- Bulabog
- Le Caire
- Guinhulacan
- Inamyungan
- Malitbog Ilawod
- Malitbog Ilaya
- Ngingi-an
- Poblacion
- Quinangyana
- Quinar-Upan
- Tapacon
- Tubod

Bulabog a le sitio Sinamungan, Malitbog Ilaya a le sitio San Isidro, Poblacion a 4 sitios, à savoir : Cubay, Inaquigan, Maganhop et Maldespina. Quinar-Upan a 4 sitios, à savoir : Dalusan, Kala-igang, Karuntingan et Nalundan, et Tapacon a le sitio Fatima.

## Démographie
Lors du recensement de 2020, la population de la municipalité était de 16 164 habitants.
L'hiligaïnon et le kinaray-a sont les principales langues. Les autres langues parlées et comprises par les résidents sont le capiznon, le tagalog et l'anglais.